# Робърт Куилън
Въ̀рни Ро̀бърт Куѝлън (на английски: Verni Robert Quillen) е американски журналист, хуморист и издател.
В продължение на повече от четвърт век е „един от водещите продавачи на селска носталгия“ от дома си във Фонтейн Ин, Южна Каролина.
Работният кабинет и библиотеката му са включени в Националния регистър на историческите обекти на САЩ през 2012 г.

## Биография
Куилън е роден в Сиракюз, щата Канзас, и отгледан в Оувърбрук, Канзас, където баща му Дж. Д. Куилън е издател на местния вестник. Робърт рано се научава да словослагателства и като тийнейджър продава свои рисунки с туш и публикува свое месечно списание. През 1904 – 1905 г. за кратко служи в армията, след като се представя под фалшива самоличност и като по-голям от годините си.
През 1906 г. отговаря на обява за работа за редактор на седмично издание, което издател искал да наложи във Фонтейн Ин. Въпреки че при първото си посещение във Фонтейн Ин Куилън остава само 3 месеца, там той среща бъдещата си съпруга, 5 години по-възрастната от него шапкарка Дони Кокс, и се жени за нея. Със съпругата си се местят в щата Вашингтон, където Куилън прави обединение с баща си и двамата публикуват вестници и списания в Уинлок, Анакортес и Порт Орчърд. По-късно Куилън пише, че „Западът го разорил“.
През 1910 година, когато зет му във Фонтейн Ин му предлага да му продаде седмично рекламно издание, Куилън се съгласява и взема заем, за да си купи собствена печатница и печатни набори. През следващата година започва да редактира и издава новото издание Fountain Inn Tribune, „добре организирано издание, пълно с новини от Фонтейн Ин и околните общности“.
В изданието си Куилън, който имал дар слово, заемал непоследователни позиции по политически, икономически и расови въпроси, но и „не се страхувал да разголи душата си, да изрази личните си виждания и дори да излее яда и гнева си“. По същото време той започва „непрестанна борба“ да направи от Fountain Inn Tribune вестник, който сам се изплаща. С по-малко от хиляда абоната вестникът никога не излиза на печалба, но Куилън използва идеите, които генерирал във вестника, като основа на текстове, които се появяват във водещи национални списания и вестници. На 2 пъти, ядосан от това колко време му отнема да работи по двуседмичника му, той го продава (както се твърди, през 1926 г. за 1 долар) и 2 пъти си го изкупува обратно. През 1929 година нарича вестника „моето хоби – заместител на голфа“.
Към 1932 г. творби на Куилън, включително редакционни коментари, кратки рубрики, карикатури и афоризми, редовно се появяват в 400 вестника, издавани на територията на САЩ, Канада, Англия и Далечния Изток. Куилън сътрудничи на такива значими периодични издания като Baltimore Sun, Saturday Evening Post и The American Magazine, както и на литературното издание Literary Digest. С помощта на чикагския издател Юджийн Конли той създава карикатурните поредици (рисувани от Джон Стрийбъл) „Леля Хет“ и „Уили Уилис“. Още към 1924 г. приходите на Куилън само от публикуваните му дописки и материали възлиза вероятно на повече от $25 000 на година.
Навършил 40 години, Куилън решва да се пробва като романист и издателство Макмилън публикува 2 негови романа – One Man's Religion (1923) и The Path Wharton Found (1924). Първият е „малко повече от случайна колекция от текстове, първо публикувани в Saturday Evening Post“, а за втория роман рецензент се изказва така: „достатъчно добра тривиална история, на която ѝ липсва както оригиналност, така и изящество“. След 10 години по-късно Куилън говори за тези книги като „за щастие, с изчерпан тираж“.
През 1934 г. холивудският сценарист Ламър Троти и продуцентът Джордж Маршъл посещават Куилън, за да го използват за прототип на филма с Уил Роджърс Life Begins at 40, в който Роджърс изиграва ролята на редактор на малък провинциален вестник. Надписите на филма споменават Робърт Куилън като автор на диалозите.
Куилън почива в старчески дом в Ашвил, Северна Каролина през 1948 година и е погребан във Фонтейн Ин. Той е написал 16 години по-рано собствения си некролог, част от който гласи:
„Той беше автор на рубрики и кратки редакционни коментари. Винаги се е надявал да напише нещо с трайна стойност, но заетостта му с това да си вади хляба отнемаше повечето му време и той така и никога не се накани. В младостта си почувства нуждата да реформира света, но в по-късните години от живота си реши, че би било съвсем добре и ако само се опази да не влезе в затвора.“